# Miguel Alejandro Gómez
Miguel Alejandro Gómez Orozco (San José, 29 de agosto de 1982) es un cineasta costarricense.

## Carrera artística
Gómez es más conocido por sus trabajos de una temática juvenil y desenfadada, siendo uno de los directores más prolíficos del cine contemporáneo de su país. 
Entre sus películas dirigidas se encuentran El cielo rojo (2008), El fin (2009), El sanatorio (2010), Italia 90: la película (2014) y Maikol Yordan de Viaje Perdido (2014). Esta última, una comedia sobre las peripecias de un humilde campesino costarricense en Europa, es la cinta costarricense más vista de la historia.
Además, también es cantante y guitarrista en la banda de rock costarricense Gin Aluvosi.

## Filmografía
- El cielo rojo (2008).
- El Sanatorio (2010).
- El fin (2012).
- Italia 90: la película (2014).
- Maikol Yordan de viaje perdido (2014).
- El cielo rojo 2 (2015)
- Amor viajero (2017)